# CCT6A
CCT6A‏ (Chaperonin containing TCP1 subunit 6A) هوَ بروتين يُشَفر بواسطة جين CCT6A في الإنسان.

## الوظيفة
يُشفِّر هذا الجين مرافقًا جزيئيًا عضوًا في مُركَّب TRiC. يتكون هذا المُركَّب من حلقتين مُتطابقتين مُتراصتين، تحتوي كل منهما على ثمانية بروتينات مُختلفة. تدخل البوليببتيدات غير المُطوية التجويف المركزي للمُركَّب وتُطوى بطريقة تعتمد على ATP. يُطوِّي المُركَّب بروتينات مُختلفة، بما في ذلك الأكتين والتوبيولين. وقد وُصِفَت مُتَغَيِّرات الوصل النسخي البديلة لهذا الجين، والتي تُشفِّر أشكالًا مُتماثلة مُختلفة.

## التفاعل
لقد ثبت أن CCT6A يتفاعل مع PPP4C.